# Dániel Szabó (Musiker)
Dániel Szabó (* 23. Juni 1975) ist ein ungarischer Jazzmusiker (Piano, Komposition). Er lebt heute in Los Angeles.

## Leben und Wirken
Szabó, dessen Eltern Musiker sind, erhielt seit seinem vierten Lebensjahr Klavierunterricht bei Mária Apagyi. Als Kind hatte er bereits erste öffentliche Auftritte. Nachdem er Erroll Garners Concert by the Sea hörte, führte er mit 15 Jahren ein komplettes Jazzprogramm auf. Nach dem Abitur schrieb er sich an der Fakultät für Geisteswissenschaften der Universität Pécs ein. Drei Jahre später zog er nach Budapest, um bis 2000 an der Jazzabteilung der Franz-Liszt-Akademie bei Károly Binder Jazzpiano zu studieren. Außerdem erwarb er einen Abschluss in Romanistik in Pécs.
Nach Preisen bei mehreren Wettbewerben in den späten 1990er Jahren konnte Szabó ein erstes Trio-Album veröffentlichen. Nachdem er 2000 die Jas Hennessy Solo Piano Competition in Montreux gewonnen hatte, gab er Solokonzerte als eingeladener Solist beim Montreux Jazz Festival und bei der IAJE-Konferenz in New York. Weitere Konzerte in London, Berlin und Brüssel und weitere Solo- und Trio-Alben folgten. 2001 setzte er seine Studien in den USA fort, zunächst am Henry Mancini Institute in Los Angeles und zwei Jahre später bis zum Master-Abschluss 2005 als Fulbright-Stipendiat am New England Conservatory in Boston, wo ihn Bob Brookmeyer und Danilo Pérez betreuten. In Bosten trat er unter anderem mit George Garzone, Tim Hagans, Joe Lovano, Harvey Mason, Herb Pomeroy, George Russell, Maria Schneider und Frank Tiberi auf.
2005 begann Szabó mit seinem Trio eine enge, internationale Zusammenarbeit mit Bob Brookmeyer, die jedoch krankheitsbedingt nicht zum Abschluss (Tournee, Tonträger) kam. Ein Solokonzert vom Jazz Piano Festival Prag 2006 aus der St. Laurentius-Kirche wurde vom Deutschlandfunk gesendet. Ein weiteres Album spielte er mit seinem Trio und Chris Potter ein. Für sein Album Visionary kombinierte er ein Holzbläsersextett mit einem Streichquartett und einer Jazz-Rhythmusgruppe. Im Februar 2020 wurde sein dem Third Stream verpflichtetes Werk Resources für Streichorchester vom Tonkünstler-Orchester und Peter Erskine im Festspielhaus St. Pölten uraufgeführt.
Szabó trat weiterhin mit Rosario Giuliani, Eric Marienthal und Kurt Rosenwinkel auf. Zudem gehörte er zum Mihály Borbély Quartet, das in seiner improvisierten Musik Jazz, Klassik und die Musik der Karpaten und des Balkans miteinander verbindet, mit dem mehrere Alben entstanden. Ferner arbeitete er mit Patrick Williams, Bob Sheppard, Jimmy Haslip, Kim Richmond, Lionel Loueke, John Zorn, John Ellis und Flavio Boltro. Er ist weiterhin auf Tonträgern von Tüzkö Csaba, András Dés und Ágnes Lakatos zu hören. Zeitweilig hatte er eine Professur an der Herb Alpert School of Music der University of California Los Angeles.

## Preise und Auszeichnungen
1997 kehrte Szabó als Gewinner des Internationalen Jazz-Klavierwettbewerbs in Litauen nach Hause zurück. Im Folgejahr gewann er den ersten Preis bei der ungarischen Radio Füsti Balogh Gábor Talent Search Jazz Piano Competition, 2000 den Solo Piano Wettbewerb in Montreux. Beim Internationalen Jazz-Klavierwettbewerb Martial Solal 2006 erhielt er den Großen Preis des Bürgermeisters von Paris. 2018 wurde er mit dem ASCAP/Symphonic Jazz Orchestra George Duke Commissioning Prize ausgezeichnet.

## Diskographische Hinweise
- Free Mind Trio (Binder Music 2000, mit Gergely Mits, Péter Szendőfi)
- Szabó Dániel: Clusters (DoLa 2000)
- Szabó Dániel: Solo Piano (Binder Music 2003)
- Dániel Szábo Trio featuring Kurt Rosenwinkel: Frictions / Súrlódások (Warner 2007)
- Dániel Szábo Trio / Chris Potter Contribution (BMC 2010)
- Daniel Szabo / Peter Erskine / Edwin Livingston A Song from There (2013)
- Visionary – New Music For Jazz Trio & Chamber Ensemble (Fuzzy Music 2019)